# Passerelle de l'île de la Loge
La passerelle de l'île de la Loge qui franchissait le bras de la Seine en reliant sa rive gauche à Bougival et la pointe de l'île de la Loge a été démontée. Il n'en reste plus aujourd'hui, que les piliers sur les deux rives de la Seine.